# Aéroport international Husein-Sastranegara
L'aéroport international Husein Sastranegara (code IATA : BDO • code OACI : WICC) est l'aéroport de la ville de Bandung dans la province de Java occidental en Indonésie. Il a accueilli 3,7 millions de passagers en 2016, ce qui en fait le 12e aéroport le plus fréquenté d'Indonésie.
L'aéroport occupe une superficie de 145 hectares. L'aéroport dessert la zone d'aviation civile dans la partie sud-ouest de l'aéroport, alors qu'il y a un hangar de PT Dirgantara Indonesia dans le secteur nord. En plus, l'aéroport est muni d'un indicateur de pente d'approche et de VOR - des appareils qui facilite l'atterrissage la nuit. L'aéroport (et la ville de Bandung elle-même) est entouré de montagnes, qui rend l'approche difficile. Depuis le 1er février 2009, on prélève une taxe d'aéroport de IDR 75 000. Cet aéroport peut accueillir les modèles A320, Boeing 737, CASA CN-235, F28 et quelques aéronefs de petite capacité. À la fin de 2010, le nombre de vols (décollages et atterrissages) atteignit 30 par jour. Des travaux pour épaissir le revêtement de la piste, de 36 cm à 52 cm, permettront l'arrivée de gros porteurs comme l'Airbus A320.

## Histoire

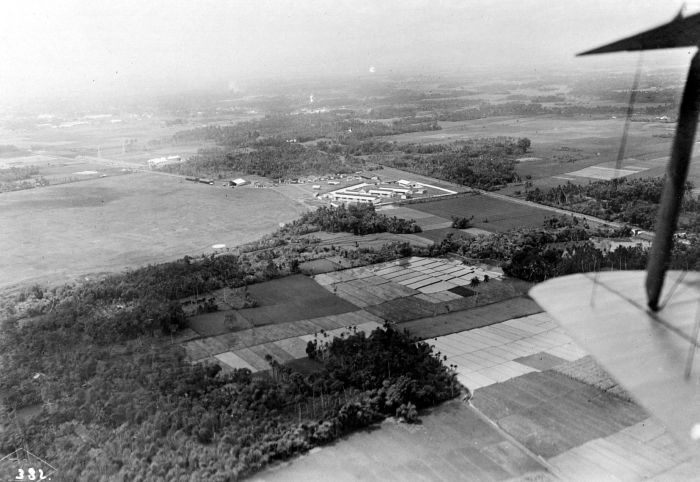
Vue aérienne d'Andir.

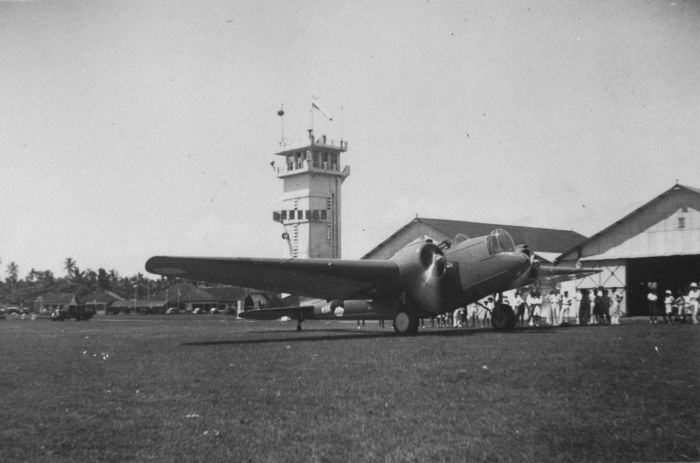
Bombardier Martin B-10 de l'aviation militaire de l'armée royale des Indes néerlandaises à Andir (1937).

L'aéroport a été construit à l'époque des Indes néerlandaises et portait alors le nom du village voisin d'Andir.

## Situation
| Banda Aceh Denpasar Pangkal · Pinang Tanjung · Pandan Djakarta-Soekarno-Hatta Bengkulu Solo Semarang Pangkalan · Bun Palangkaraya Sampit Palu Djakarta-Halim Perdanakusuma Samarinda Malang Surabaya Balikpapan Ende Kupang Komodo Gorontalo Jambi Bandar Lampung Ambon Tarakan Ternate Manado Gunung · Sitoli Medan Wamena Biak Merauke Timika Jayapura Pekanbaru Batam Tanjung · Pinang Bau-Bau Banjarmasin Makassar Palembang Bandung Pontianak Ketapang Bima Lombok Manokwari Sorong Padang Yogyakarta |

## Aérogare
Husein Sastranegara a une aérogare pour les vols internationaux et domestiques. Sa superficie est de 2 411,85 m2, sur trois étages. La salle d'attente a une capacité pour 500 voyageurs, alors que l'aéroport peut accueillir environ 2 500 passagers quotidiennement. À leur disposition sont deux salons classe affaires, l'internet, télévisions, salle de prière, restaurants, boutiques et distributeur.
Les travaux d'agrandissement de l'aérogare ont été officiellement inaugurés par une cérémonie le 29 septembre 2014. La capacité annuelle passera de 750 000 passagers à 3,4 millions.

## Futur aéroport
L'ouverture du nouvel aéroport international de Kertajati, dans le kabupaten de Majalengka, à 68 km à l'est de Bandung, est prévue pour mai 2018. Cet aéroport avait pour concurrent un autre projet dans la province, à Karawang à l'est de Jakarta.
Les deux projets ont en fait des objectifs différents. Kertajati remplacera Husein pour la desserte de Bandung, alors que Karawang serait un complément à l'aéroport international de Jakarta Soekarno-Hatta et desservirait Jakarta. Le gouvernement indonésien a toutefois déclaré que Kertajati était nécessaire pour soulager Soekarno-Hatta et qu'on ne pouvait pas attendre Karawang.
Le gouvernement de Java occidental a déjà déboursé 250 milliards de rupiah (un peu plus de 20 millions d'euros) pour l'acquisition de 634 hectares. Le gouvernement central souhaiterait faire passer la capacité de Kertajati de 12 à 24 millions de passagers et prolonger sa piste de 3 000 à 3 600 mètres pour permettre l'accueil de plus gros appareils. Kertajati serait un centre logistique.
Le gouvernement central souhaite éviter la participation du privé pour la gestion du futur aéroport. Le gouvernement provincial a de son côté déclaré qu'il allait créer une unité de gestion qui le représenterait.

## Destinations et compagnies aériennes
L'aéroport de Bandung dessert les destinations suivantes :  
| Compagnies | Destinations                                           |
| ---------- | ------------------------------------------------------ |
| Susi Air   | Jakarta-Halim-Perdanakusuma, Nusawiru (en), Yogyakarta |

Édité le 03/07/2025

## Transport terrestre

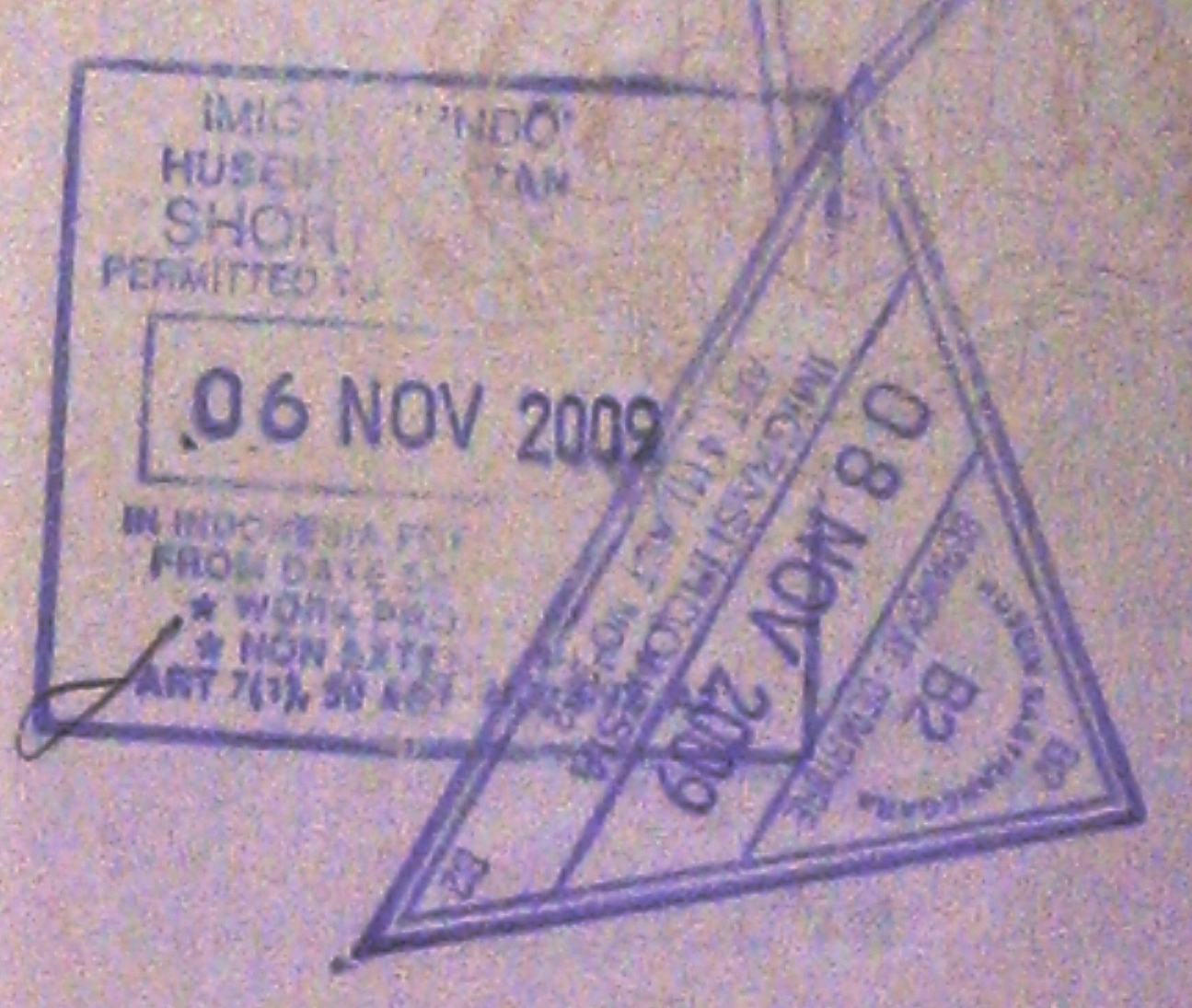
Cachets de l'aéroport.

L'aéroport se trouve au bout de la rue Pajajaran, 5 km au nord-ouest du centre ville, 3 km de la gare ferroviaire. 

## Accidents et incidents
- Le 6 avril 2009, un Fokker F-27 de l'armée de l'air indonésienne s'est écrasé à l'atterrissage et a heurté le hangar D de PT Dirgantara Indonesia (Indonesian Aerospace), tuant les 24 passagers à bord. L'écrasement a été provoqué par le mauvais temps.
- Le 16 avril 2009, le vol Merpati Nusantara Airlines MZ-616 en route pour Surabaya (Java oriental) et Denpasar (Bali) échoua à décoller après une course de 400 mètres et retourna sur l'aire de stationnement. Il n'y eut pas de victime.